# Гај I де ла Рош
Гај I де ла Рош (1205—1263) је био атински војвода од око 1225. до 1263. године. Био је син оснивача Атинског војводства, Отона де ла Роша.

## Биографија
Гајев рани живот није познат. Од 18. века мислило се да је Гај био нећак првог атинског војводе Отона де ла Роша, али је 1973. године објављена повеља од стране Жана Лонгона (из 1251. године) из које се сазнало да је Гај био Отонов син. Непознато је када је дошао на чело Атинског војводства. Последњи пут, Отон се помиње 1225. године, а сигурно је био мртав до 1234. године. Карл Хоф је претпостављао да се Отон вратио у родну Бургундију после 1225. године, након чега је Гај наследио Атинско војводство и неке земље у Француској, али не и Отонову другу државу у Грчкој, господство Аргос и Науплију која је припала Гајевом брату Отону.
Гај је владао и Тебом. На тим територијама био је вазал ахајског кнеза. Сама Атина била је зависна од латинског цара након пада Солунске краљевине 1224. године. Међутим, кнежевина је просперирала у то време, због свиларске индустрије (центар у Теби) и трговине са Ђеновљанском и Млетачком републиком. Гај је 1240. године дао половину господства Тебе Бели од Сен Омера, мужу његове сестре Боне.
Када је Вилијам II од Ахаје оспорио суверенитет Млечана над острвом Еубеја, Гај је подржао свог савезника Венецију. Вилијам је због тога напао Тебу 1258. године и поразио Гаја у тешкој бици у подножју планине Кариди. Потом је опседнут у Теби и приморан на предају. Суђено му је у Француској. Морејска хроника носи вести да је Атина била обично господство све до сусрета Гаја и француског краља Луја IX Светог око 1260. године, када је уздигнута на војводство. На пролеће исте године, Гај је кренуо назад ка Грчкој. Примио је вест о поразу Вилијама од стране Михаила VIII Палеолога у бици код Пелагоније. У бици је Вилијам и заробљен. Убрзо по повратку Гаја у Атину стигла је вест о обнови византијске власти у Цариграду (1261).
Гај је управљао Ахајом током заточења Вилијама од стране Михаила VIII. Умро је 1263. године. Наследио га је син Јован I.

### Породица
Гај се оженио супругом непознатог имена из породице Бријера. Имао је неколико деце:
- Јован I де ла Рош, атински војвода, који је наследио оца на престолу 1263. године. Умро је неожењен и без деце.
- Вилијам де ла Рош, атински војвода, ожењен Јеленом Анђелином Комнином, са којом је имао сина Гаја II де ла Роша.
- Алиса (умрла 1282), удата за Јована II од Бејрута.
- Маргарета (умрла после 1293), удата за Хенрија I од Вадемонта.
- Изабела (умрла пре 1291), удата најпре за Жофроа од Бријела, господара Каритене, а потом за Ига од Бријена.
- Катарина, удата за Карла, сенешала Сицилије.